# Musée Don-Francisco-Felix-de-Souza-Chacha
Le musée Don-Francisco-Felix-de-Souza-Chacha aussi connu sous le nom de musée de Souza est un des sites historiques du Bénin, situé dans le quartier Docomè à Ouidah. Il se consacre à l'histoire de l'esclavage.

## Histoire
Situé dans le quartier Docomè à Ouidah, le musée de Souza est ouvert dans les années 1990 par les descendants de Francisco Félix de Souza, un des grands trafiquants brésiliens de cette région. Il s'agit d'un musée privé consacré à l'art et à la culture, ouvert uniquement aux chercheurs pour le moment.
Il est cité comme musée pouvant accueillir le patrimoine béninois à restituer à l'Afrique,.

## Activités
Les activités du musée portent essentiellement sur des expositions et festivals privés.

## Collections
Ce musée regroupe des collections d'histoire sur l'esclavage et les objets de Francisco Félix de Souza (1821-1849).